# Фокс Тауншип (округ Елк, Пенсільванія)
Фокс Тауншип (англ. Fox Township) — селище (англ. township) в США, в окрузі Елк штату Пенсільванія. Населення — 3576 осіб (2020).

## Демографія
Згідно з переписом 2010 року, у селищі мешкало 3630 осіб у 1497 домогосподарствах у складі 1060 родин. Було 1694 помешкання
Расовий склад населення:
| - 99,2 % — білих - 0,1 % — корінних американців - 0,1 % — чорних або афроамериканців - 0,1 % — азіатів |

До двох чи більше рас належало 0,4 %. Частка іспаномовних становила 0,3 % від усіх жителів.
За віковим діапазоном населення розподілялося таким чином: 22,1 % — особи молодші 18 років, 61,3 % — особи у віці 18—64 років, 16,6 % — особи у віці 65 років та старші. Медіана віку мешканця становила 43,2 року. На 100 осіб жіночої статі у селищі припадало 102,1 чоловіків;  на 100 жінок у віці від 18 років та старших — 103,7 чоловіків також старших 18 років.
Середній дохід на одне домашнє господарство  становив 54 957 доларів США (медіана — 48 060), а середній дохід на одну сім'ю — 59 749 доларів (медіана — 56 719). Медіана доходів становила 44 946 доларів для чоловіків та 21 881 долар для жінок. За межею бідності перебувало 3,7 % осіб, у тому числі 0,9 % дітей у віці до 18 років та 3,2 % осіб у віці 65 років та старших.
Цивільне працевлаштоване населення становило 1769 осіб. Основні галузі зайнятості: виробництво — 40,2 %, освіта, охорона здоров'я та соціальна допомога — 15,3 %, мистецтво, розваги та відпочинок — 9,8 %, роздрібна торгівля — 9,7 %.